# Cassiope argyrotricha
Cassiope argyrotricha là một loài thực vật có hoa trong họ Thạch nam. Loài này được T.Z.Hsu mô tả khoa học đầu tiên năm 1982.